# 酷狗寶貝：月球野餐記
《酷狗寶貝：月球野餐記》（英語：A Grand Day Out）是一部1989年上映的英國定格動畫短片，為《酷狗寶貝》系列的首部作品。短片由尼克·帕克執導、編劇和製作，主要製作在英國比肯斯菲尔德的國家電影電視學校以及布里斯托的阿德曼动画進行。
這部作品於1989年11月4日在布里斯托的阿諾菲尼藝術館（Arnolfini Gallery）舉辦的動畫節上首次亮相，並於1990年聖誕節前夕在英國第四台播出。短片獲得廣泛讚譽，並開啟了整個系列的發展，該片曾入圍第63屆奧斯卡金像獎最佳動畫短片獎。

## 劇情大綱
在一次銀行假日中，熱愛起司的發明家華萊士（Wallace，由彼德·沙利斯配音）與他的忠實狗夥伴阿高（Gromit）發現冰箱裡的起司全數吃光。一人一狗得出「月球是綠乳酪做的」的結論，於是動手建造了一艘火箭，準備展開一場月球之旅。
在抵達月球後，他們展開了一場簡單的野餐，並嘗試品嚐月球的「岩石起司」。在此期間，他們遇到了一台長期靜止的投幣機器人。當華萊士投下一枚硬幣後，機器人並未立即反應，但華萊士與葛羅米特離開後，機器人啟動並開始活動。它整理了他們遺留的物品，並在一本滑雪雜誌中發現了前往地球滑雪的靈感。
機器人隨後進行了一系列行動，包括修補月球表面的裂縫、對火箭的違規停放開罰單，並對火箭的漏油問題感到不滿。在準備對華萊士與阿高採取行動時，機器人的硬幣用盡而停擺。華萊士為它重新投入硬幣後，成功與阿高回到火箭，並準備返回地球。在追趕火箭的過程中，機器人意外被火箭的噴射氣流拋離，但它並未氣餒，而是將火箭的殘骸改造成滑雪板，在月球的坡道上滑雪，並向遠去的華萊士與葛羅米特揮手告別。

## 製作背景
尼克·帕克於1982年開始創作這部作品，作為國家電影電視學校的畢業專案。1985年，他加入阿德曼動畫，利用工作之餘完成動畫製作。為此他獲得來自校方的資助。
為製作動畫，帕克曾向威廉·哈伯特的公司申請1公噸（約1,000公斤）的黏土，收到的黏土有十種顏色，其中一種名為「石灰色」成為葛羅米特的主要色彩。帕克原本打算為阿高配音，但發現自己構想中的聲音（彼得·霍金斯風格）難以動畫化，遂作罷。他以50英鎊邀請彼得·薩利斯為華萊士配音，對薩利斯欣然接受。
帕克希望華萊士的口音接近蘭開夏郡方言，但薩利斯只能做到約克郡方言。薩利斯拉長「起司」（cheese）一詞的發音，讓帕克靈感一現，為華萊士設計了豐滿的面頰。作品完成後，帕克致電通知薩利斯，對方因驚訝而爆了粗口。
阿高的名字來源於帕克作為電工的哥哥常提到的「橡膠墊圈」（grommets），而「華萊士」一名則受到帕克目睹一位婦人攜帶名為華萊士的胖拉布拉多犬搭公車的啟發。帕克原本將華萊士設計為一名郵差，名為傑瑞（Jerry），後來覺得這個名字與阿高不搭而改名。
根據《酷狗寶貝》一書，帕克起初計畫將該片製作成40分鐘長，內容包括模仿《星際大戰》的諷刺劇情，以及設置於月球上的快餐店。但隨著製作時間延長，帕克縮減了故事規模，以便更快完成作品。

## 家庭媒體
《酷狗寶貝：月球野餐記》於1990年代由BBC Video首次推出VHS版本，之後與系列其他短片共同收錄於2005年9月20日發行的《華萊士與葛羅米特：三場精彩冒險》DVD合集。2009年，該片以藍光格式收入《酷狗寶貝：完整收藏》（Wallace and Gromit: The Complete Collection）。
2024年12月10日，Shout! Studios推出該片源的4K UHD修復版本，作為《酷狗寶貝：精彩全收藏》的重要一部分。

## 發行
該片於1989年11月4日在英國布里斯托的阿諾菲尼藝術館（Arnolfini Gallery）首映，並於1990年5月18日在美國亮相。同年12月24日，它在英國第四頻道播出。此外，為了宣傳《酷狗寶貝：引鵝入室》，該片於1993年12月25日在英國廣播公司第二台播映。

## 評價
根據評論匯總網站爛番茄的資訊，《酷狗寶貝：月球野餐記》基於20篇影評取得100%的評價，平均分為8.2/10。該片在1990年的第43屆英國電影學院獎（BAFTA）中，贏得首屆「最佳短篇動畫」獎，並於1991年獲提名第63屆奧斯卡金像獎最佳動畫短片獎。同時，帕克的另一部短片《生物的舒適生活》）亦入圍這兩項大獎，並在奧斯卡中擊敗《酷狗寶貝：月球野餐記》奪得該獎。

## 外部連結
- 《酷狗寶貝：月球野餐記》在酷狗寶貝官方網站的資訊
- 互联网电影数据库（IMDb）上《酷狗寶貝：月球野餐記》的资料（英文）
- 爛番茄上《酷狗寶貝：月球野餐記》的資料（英文）